# 梅日布羅德
49°6′25″N 23°36′5″E / 49.10694°N 23.60139°E

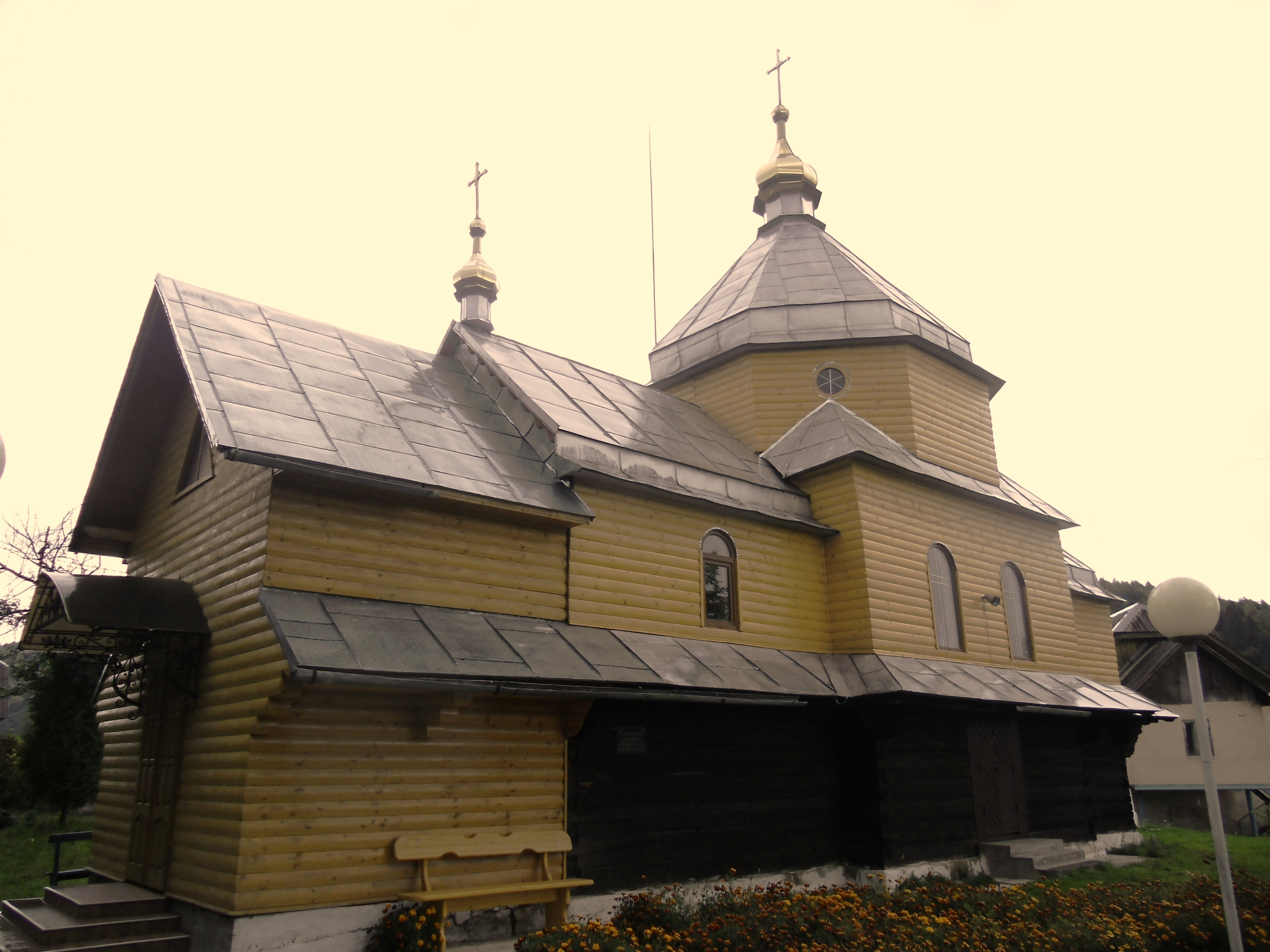
教堂

梅日布羅德（烏克蘭語：Межиброди），是烏克蘭西部利維夫州斯特雷區斯科萊市鎮的村莊，始建於1564年，面積0.74平方公里，海拔高度448米，該城鎮人口214。